# Kjell Uppling
Kjell Erik Anders Uppling, född 22 maj 1950 i Njurunda församling, är en svensk tidigare fotbollsmålvakt. Han växte upp i Luleå och spelade först i IFK Luleå i allsvenskan 1971, och därefter i göteborgska Gais mellan 1972 och 1982, då han avslutade sin karriär på grund av ihållande skadeproblem. Uppling spelade flera junior- och ungdomslandskamper men fick aldrig chansen i Sveriges A-landslag. Han var initiativtagare till ungdomsturneringen Gothia Cup, och var även efter den aktiva karriären engagerad i Gais, i vars styrelse han satt 1982–1985.

## Biografi

### IFK Luleå
Uppling föddes i Njurunda församling i Västernorrlands län, men familjen flyttade redan 1952 till Luleå. Han blev tidigt idrottsintresserad och spelade både bandy och ishockey innan han helt och hållet satsade på fotbollen. Karriären inleddes i hemstadens IFK Luleå och Uppling lät redan som 15-åring höra om sig i Dagens Nyheter, då Luleå i maj 1965 blev utslagna i semifinalen i tidningens skolturnering i fotboll efter att ha förlorat mot Söderhamn på straffar. Innan han ens fyllt 18 år debuterade han säsongen 1968 i IFK Luleås A-lag i division II Norrland. Samma år togs han för första gången ut i svenska juniorlandslaget. I september 1968 uppgavs både AIK och Djurgårdens IF vara intresserade av att värva Uppling, och i november samma år rapporterades han vara klar för Djurgården till sommaren 1969 som ersättare för Ronney Pettersson, som förväntades sluta inom något år. Uppling ångrade sig dock och skrev bara någon vecka senare på ett nytt kontrakt för Luleå över säsongen 1970. I december tilldelades han Norrländska Socialdemokratens guldmedalj för årets bästa idrottsinsats i Norrbotten, ett pris som han delade med simmerskan Ingrid Gustavsson.
Säsongen 1969 började bra för Uppling och Luleå, med bara ett insläppt mål på de åtta första matcherna och serieledning i division II Norrland. IFK tappade dock farten under seriens gång, och slutade till sist på en sjätte plats i norrtvåan. 1970 debuterade Uppling i svenska U-landslaget. Luleå vann samma år norrtvåan och lyckades kvalificera sig för Allsvenskan genom en avgörande 2–1-seger mot Sandvikens IF i kvalserien. Uppling utsågs 1970 till "Norrlands bäste fotbollsspelare" av Örnsköldsviks Allehanda efter en omröstning med 18 norrländska sportjournalister och de norrländska klubbarnas lagledare.
I Luleås första allsvenska match någonsin, mot Örgryte IS på Nya Ullevi den 12 april 1971, vann klubben, med Uppling i målet, med 3–2 inför 10 621 åskådare. Luleå inledde serien bra, och Uppling i målet fick ofta beröm som en av lagets bäste spelare. Han fortsatte tas ut i U-landslaget, och ansågs vara intressant för A-landslaget, där emellertid stormålvakten Ronnie Hellström var ett självskrivet förstaval under så gott som hela 1970-talet. Trots att Uppling allt som oftast storspelade började dock Luleå sladda i den allsvenska tabellen, och i slutet av augusti låg man sist.

### Gais
När det i oktober stod klart att Luleå skulle åka ur Allsvenskan meddelade Uppling att han gärna ville fortsätta spela allsvenskt och att han, eftersom hans kontrakt var på väg att löpa ut, var tillgänglig för andra klubbar. Göteborgsklubben Gais, som gick upp i Allsvenskan samtidigt som Luleå åkte ur, nämndes tidigt som ett möjligt alternativ, då Uppling även hade uttryckt att han gärna ville studera på lärarhögskola, vilket fanns i Göteborg. Gais hade även haft målvaktsbekymmer sedan Leif Andersson slutat 1969. Danske målvakten Benno Larsen hade gjort succé under sina nio matcher för klubben i division II under hösten 1971, men fick inte fortsätta i Allsvenskan, då inga utländska spelare vid den här tiden fick spela i högsta serien. I december 1971 blev så Uppling klar för Göteborgsklubben, efter hårda förhandlingar med Luleå.
I sin första allsvenska match med Gais, i april 1972, tvingades Uppling släppa in tre mål när Gais i premiären förlorade mot Åtvidabergs FF hemma på Ullevi med 0–3, men Uppling ansågs inte kunna lastas för resultatet i ett skadedrabbat Gais. Gais, med ett läckande försvar och en lättsinnig offensiv, gav under säsongen inte Uppling mycket ro och klarade sig kvar i Allsvenskan med ett nödrop, då man först i sista omgången gick om Halmstads BK på bättre målskillnad. Uppling tilldelades detta år Hedersmakrillen som klubbens bäste spelare.
År 1973 gick det bättre för Gais, och Uppling var en av nyckelspelarna när klubben tog en tiondeplacering i en jämn serie, bara fem poäng från medaljplats. Han tilldelades 1973 GT:s Kristallkula som Västsveriges bäste fotbollsspelare. Under vintern fick Uppling dock ett diskbråck i ryggen, som ytterligare förvärrades under våren 1974, och han kunde bara spela fyra seriematcher för Gais under säsongen. Klubben lyckades ändå, med Kjell Spångberg och Glenn Sevestedt som ersättare för Uppling, sensationellt ta en fjärdeplats och därmed brons i Allsvenskan 1974. Även 1975 var Uppling skadedrabbad. Han var borta hela våren, och kunde bara spela sju allsvenska matcher sammanlagt under säsongen. Gais slutade näst sist och åkte ur efter ett misstag av Uppling i sista matchen mot AIK. Malmö hade just gjort 3–2 mot Halmstad, vilket innebar att Gais, om man höll 1–1 mot AIK, skulle klara sig kvar. Uppling tittade jublande upp mot resultattavlan som visade Malmös mål, men strax därpå sköt AIK:s Crister Andersson ett tamt skott som en ouppmärksam Uppling tappade in och Gais åkte ur Allsvenskan.
År 1976 spelade Gais således i division II, och Uppling inledde återigen säsongen skadad. Efter en dålig Gaissäsong räddades kontraktet i tvåan under hösten, då Uppling kunde komma tillbaka och spela sju matcher. 1977 var Uppling äntligen skadefri och återtog sin plats som förstemålvakt, men ett ekonomiskt pressat Gais som skakades av inre strider var aldrig nära att gå upp i Allsvenskan igen. 1979 höll klubben till och med på att åka ur tvåan, och i den direkt avgörande matchen för att klara kontraktet, borta mot Norrby IF, bröt Uppling armen efter bara sju minuter. Han ersattes i målet av utespelaren Jan Sällström, som mot alla odds höll nollan, och Gais klarade sig kvar. 1980 var man i stället riktigt nära att gå upp i Allsvenskan igen, men snuvades på mållinjen av Örgryte IS. Året därpå åkte ett spelarflyktat Gais ur division II, och efter degraderingen valdes Uppling, ännu aktiv, till ny fotbollsansvarig i Gais. Han bestämde sig efter säsongen för att sluta, men skulle ändå komma att spela nio matcher till för Gais i division III 1982. Han hade emellertid fortfarande ryggproblem och konkurrerades under säsongen ut av den 17-årige Sören Järelöv.

### Utanför fotbollsplanen
Uppling var initiativtagare till ungdomsturneringen Gothia Cup. Han var 1974 anställd vid Gais kansli då han diskuterade med några vänner från IK Sävehof som anordnade handbollsturneringen Partille Cup och tyckte att en liknande turnering borde finnas även inom fotbollen. Gais ledning var först tveksam till idén, men då även BK Häcken gick med i satsningen blev den av. Uppling arbetade under ett år ensam med turneringen, men under våren 1975, då den första Gothia Cup skulle spelas, var de tre anställda. Den första Gothia Cup blev en stor framgång, både sportsligt och ekonomiskt, och Uppling var fram till 1977 aktiv i ledningen av cupen.
Efter sin aktiva karriär satt Uppling 1982–1985 i Gais styrelse. Han var även engagerad som tränare i mindre klubbar som Tölö IF, Ubbhults IF och Slottsskogens IK, och satt även i styrelsen för den senare klubbens efterföljare, Slottsskogen/Godhem IF. I det civila arbetade han förutom på Gais kansli och med Gothia Cup även som försäkringsmäklare och under några år som bilförsäljare. Han är bosatt på Brännö i Göteborgs södra skärgård, där han bland annat har varit engagerad som ordförande i Brännöföreningen. Han är gift med Annie och har med henne en son och en dotter.

## Karriärstatistik
| Klubb              | Säsong             | Liga                             | Liga    | Liga | Internationell cup | Internationell cup | Totalt  | Totalt |
| Klubb              | Säsong             | Division                         | Matcher | Mål  | Matcher            | Mål                | Matcher | Mål    |
| ------------------ | ------------------ | -------------------------------- | ------- | ---- | ------------------ | ------------------ | ------- | ------ |
| IFK Luleå          | 1968               | Division II Norrland             | 22      | 0    | —                  | —                  | 22      | 0      |
| IFK Luleå          | 1969               | Division II Norrland             | 22      | 0    | —                  | —                  | 22      | 0      |
| IFK Luleå          | 1970               | Division II Norrland             | 22      | 0    | —                  | —                  | 22      | 0      |
| IFK Luleå          | 1971               | Allsvenskan                      | 22      | 0    | —                  | —                  | 22      | 0      |
| IFK Luleå          | Totalt             | Totalt                           | 88      | 0    | —                  | —                  | 88      | 0      |
| Gais               | 1972               | Allsvenskan                      | 21      | 0    | —                  | —                  | 21      | 0      |
| Gais               | 1973               | Allsvenskan                      | 26      | 0    | —                  | —                  | 26      | 0      |
| Gais               | 1974               | Allsvenskan                      | 4       | 0    | —                  | —                  | 4       | 0      |
| Gais               | 1975               | Allsvenskan                      | 7       | 0    | 2                  | 0                  | 9       | 0      |
| Gais               | 1976               | Division II Södra                | 7       | 0    | —                  | —                  | 7       | 0      |
| Gais               | 1977               | Division II Södra                | 26      | 0    | —                  | —                  | 26      | 0      |
| Gais               | 1978               | Division II Södra                | 25      | 0    | —                  | —                  | 25      | 0      |
| Gais               | 1979               | Division II Södra                | 26      | 0    | —                  | —                  | 26      | 0      |
| Gais               | 1980               | Division II Södra                | 22      | 0    | —                  | —                  | 22      | 0      |
| Gais               | 1981               | Division II Södra                | 24      | 0    | —                  | —                  | 24      | 0      |
| Gais               | 1982               | Division III Nordvästra Götaland | 9       | 0    | —                  | —                  | 9       | 0      |
| Gais               | Totalt             | Totalt                           | 197     | 0    | 2                  | 0                  | 199     | 0      |
| Totalt i karriären | Totalt i karriären | Totalt i karriären               | 285     | 0    | 2                  | 0                  | 287     | 0      |

1. ↑  Data saknas för Intertotocupen 1975, men i denna turnering spelade Uppling åtminstone en match (borta mot BSC Young Boys, 4–3). Han spelade även bortamötet mot Śląsk Wrocław (2–4) i Uefacupen 1975/1976.